# シルヴァン・ベルマール
シルヴァン・ベルマール（Sylvain Bellemare, 1968年2月20日 - ）は、カナダの音響編集者、音響デザイナーである。2016年の映画『メッセージ』での働きにより、英国アカデミー賞音響賞（クロード・ラ・アヤ及びバーナード・ガリエフィ・ストロブルと共同）やアカデミー音響編集賞を獲得した。他に『Soft Shell Man』（2001年）、『It's Not Me, I Swear!』（2008年）、『灼熱の魂』（2010年）、『ぼくたちのムッシュ・ラザール』（2011年）、『Gabrielle』（2013年）、『Endorphine』（2015年）などに参加している。

## 受賞とノミネート
| 賞                           | 年   | 部門       | 作品       | 結果       |
| ---------------------------- | ---- | ---------- | ---------- | ---------- |
| アカデミー賞                 | 2016 | 音響編集賞 | メッセージ | 受賞       |
| 英国アカデミー賞             | 2016 | 音響賞     | メッセージ | 受賞       |
| ロンドン映画批評家協会賞     | 2016 | 技術貢献賞 | メッセージ | ノミネート |
| ジニー賞                     | 2010 | 音響編集賞 | 灼熱の魂   | 受賞       |
| カナダ・スクリーン・アワード | 2013 | 音響編集賞 | Gabrielle  | ノミネート |
| カナダ・スクリーン・アワード | 2015 | 音響編集賞 | Endorphine | ノミネート |